# Dešenice
Dešenice è un comune mercato della Repubblica Ceca facente parte del distretto di Klatovy, nella regione di Plzeň.